# Evert Taube (staty, 1996)

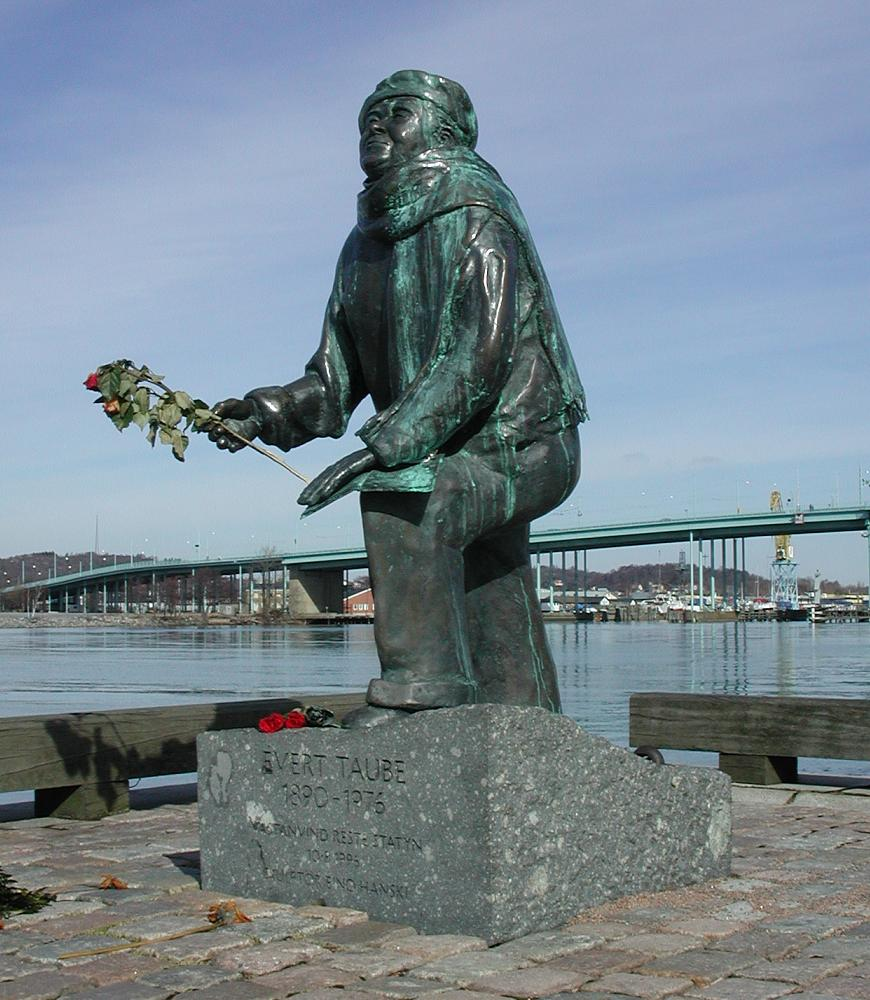
Från Packhuskajen blickar Evert Taube västerut mot sin barndoms älskade Vinga.

Evert Taube, är en staty i brons av Eino Hanski upprest 1996 på Jussi Björlings plats intill Operan i Göteborg. Den föreställer Evert Taube i naturlig storlek blickande västerut.
På bronsplattan kan man läsa:
"Evert Taube född 12/3 1890, Stora Badhusgatan 7, Göteborg. Statyn i skala 1/1 (168 cm hög) utförd av Eino Hanski. Rest den 10/8 1996 av Västanvind, Astri & Evert Taubes vänner."
Statyn finansierades genom bidrag från Länsstyrelsen i Göteborg, företag och privatpersoner samt medlemmar i föreningen Västanvind, och avtäcktes den 10 augusti 1996 av kommunstyrelsens ordförande Göran Johansson. Medverkade gjorde även Everts syskon Barbro Undset och Gösta Taube.
Varje år på trubadurens födelsedag den 12 mars hyllas han här på sin plats med blommor, sång och musik.